# Roger Désormière

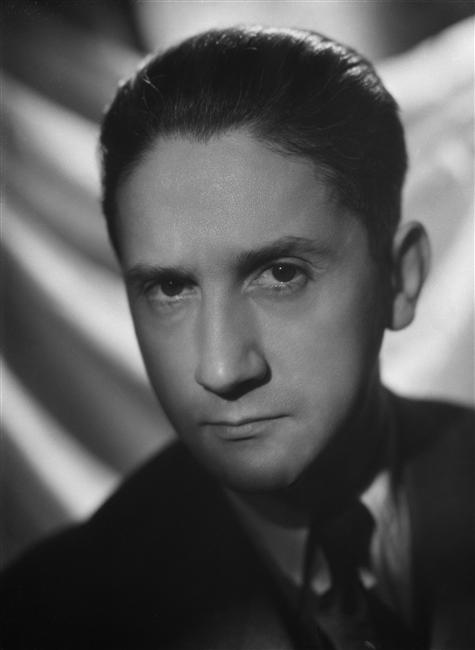
Roger Désormière (1941)

Roger Désormière (* 13. September 1898 in Vichy; † 25. Oktober 1963 in Paris) war ein französischer Dirigent.

## Leben
Désormière studierte am Conservatoire de Paris bei Philippe Gaubert, Xavier Leroux, Vincent d’Indy und Charles Koechlin. 1923 gründete er, gemeinsam u. a. mit Henri Sauguet, die „École d’Arceuil“. Seit 1925 war er Kapellmeister der Ballets Russes in Paris. Seit 1930 leitete er die Société de Musique d’Autrefois. 1932 wurde er musikalischer Leiter der Firma Pathé-Nathan und machte sich in der Folgezeit einen Namen als Komponist von Filmmusiken. Von 1936 bis 1940 war er musikalischer Direktor der Opéra-Comique und Dirigent des Pariser Sinfonieorchesters. Von 1944 bis 1946 war er Chef der Opéra National de Paris. Daneben war er Gastdirigent an der Mailänder Scala und der Royal Opera House in London. Lähmungen infolge einer Thrombose setzten seiner Karriere 1952 ein jähes Ende.
Seine letzte Ruhestätte fand Désormière auf dem Cimetière de Vichy.

## Kompositionen
- 3 pièces pour orchestre (1917)[1]
- Lumière dans la nuit, für Gesang und Klavier (1923)[2]
- Souvenir du bal bleu, für Klavier[2]
- Geneviève de Brabant (1926), Orchestrierung der Operette von Erik Satie
- Duos pour flûtes (1937)